# Idaea bengasiaria
Idaea bengasiaria là một loài bướm đêm trong họ Geometridae.